# Aima
Aima es un despoblado que actualmente forma parte de los concejos de Baroja (en su localidad de Baroja), Faido y Loza, que están situados en el municipio de Peñacerrada, en la provincia de Álava, País Vasco (España).

## Toponimia
A lo largo de los siglos ha sido conocido con los nombres de Alma y Aima.

## Historia
Documentado desde 1025, formaba parte del distrito de Rigo de Ivita y su iglesia estaba situada en la Peña Hueca.